# 迪根咸 (英國國會選區)

選區在大倫敦的位置

迪根咸（英語：Twickenham），英國國會一自治市選區，包括大倫敦西南部泰晤士河畔列治文區西部的十一個地方選區。
始設於1918年。1997年前當區議員皆為保守黨籍，但此後至2019年的當區議員為自民黨籍的祈維信（Vince Cable）。他在2010年大選中，以49.7%選票連任，之後在2015至2017年間短暫失去議席予保守黨，並在2019年順利交棒給黨友。

自1945年保守黨（藍）、自由/自民黨（黃）、工黨（紅）和其他（灰）歷屆選舉的得票率